# Rolf Kuhsiek
Rolf Kuhsiek (* 29. Mai 1938) ist ein deutscher Schauspieler und Hörspielsprecher.

## Filmographie (Auswahl)
- 1993–1996: Chiemgauer Volkstheater:
  - 1993: Die Perle Anna
  - 1993: Die kleine Welt
  - 1993: Gaunerpech
  - 1993: Seine Majestät der Kurgast
  - 1996: Frau Sonnenschein
- 1997: Die wilde Auguste
- 1998: Der König von St. Pauli
- 2001: Tratsch im Treppenhaus

## Hörspiele (Auswahl)
- 1982: Philip Pike: Heiße Maßnahmen (Stephen Pointer) – Regie: Klaus Wirbitzky (Hörspiel – WDR)
- 1983: Jelana Kohout: Adi und Edi (Kellner/Portier) – Regie: Klaus Wirbitzky (Hörspiel – WDR)
- 1992: Péter Horváth: Hörspiel aus Osteuropa (Ungarn): Ciao, Bambino (Laci/Schauspieler) – Regie: Klaus Wirbitzky (Original-Hörspiel – WDR)

Quelle: ARD-Hörspieldatenbank